# Alejandro Acosta (Fußballspieler)
Alejandro Acosta, vollständiger Name Alejandro Javier Acosta Torres, (* 3. Juli 1980 in Montevideo) ist ein ehemaliger uruguayischer Fußballspieler.

## Karriere

### Verein
Der 1,90 Meter große Defensivakteur Acosta stand zu Beginn seiner Karriere mindestens in den Jahren 1999, 2000 und 2002 in Reihen des uruguayischen Klubs Club Atlético Progreso. Von der Apertura 2003 bis einschließlich der Clausura 2005 war er beim chilenischen Klub CD Cobresal aktiv. Dort bestritt er in diesem Zeitraum insgesamt 70 Spiele und schoss sieben Tore. Sodann wechselte er innerhalb Chiles zu O’Higgins und lief dort 2006 in elf Partien auf (kein Tor). 2007 folgten 18 Spiele und ein Tor als Spieler von Unión Española. 2008 stand er in Uruguay bei Defensor Sporting unter Vertrag und wurde mit dem Verein Uruguayischer Meister 2007/08. In Clausura und Apertura sind in jenem Jahr 14 Begegnungen mit seiner Mitwirkung verzeichnet. Dabei traf er einmal ins gegnerische Tor.  Es folgten spätestens ab der Spielzeit 2008/09 bis einschließlich der Saison 2010/11 insgesamt 68 für den mexikanischen Klub Puebla FC bestrittene Erstligaspiele und elf Treffer (2008/09: 16 Spiele (6 Tore); 2009/10: 28 (3); 2010/11: 24 (2)). Nachdem er in der Liga de Ascenso 2011/12 14-mal für CD Veracruz auflief (ein Tor), schloss er sich noch 2011 Dorados de Sinaloa an, für die er in derselben Spielzeit zwölfmal in der Liga de Ascenso auf dem Platz stand und ebenfalls einen Treffer erzielte. 2012 verpflichtete ihn erstmals der Cerro Largo FC. Bei dem Verein aus dem ost-uruguayischen Melo wurde er in der Spielzeit 2012/13 zwölfmal in der Primera División eingesetzt (kein Tor). 2013 zog er innerhalb jener Saison weiter zu Deportivo Petapa, wo er bis zum Rundenende noch 13-mal in der Liga Nacional auflief. Zur Apertura 2013 schloss er sich abermals dem Cerro Largo FC an. In der Spielzeit 2013/14 kam er dort 22-mal zum Zug (kein Tor). Sein Verein stieg am Saisonende in die Segunda División ab. Anschließend spielte er von Juli 2014 bis Mitte Februar 2015 für den Club Social y Deportivo Carchá aus Guatemala. Seither steht er in Reihen von Miramar Misiones. Für den Klub aus Montevideo absolvierte er in der Clausura 2015 elf Zweitligaspiele (kein Tor). In der Apertura 2015 kam er in sechs Ligapartien (ein Tor) zum Einsatz. Mitte März 2016 wechselte er innerhalb der Liga zu Boston River und trug dort mit acht Clausura-Einsätzen (kein Tor) zum Erstligaaufstieg am Saisonende bei. In der anschließenden Erstligasaison blieb er ohne Einsatzminuten. Ende Januar 2017 verpflichtete ihn der Venados FC aus Mexiko. Bislang (Stand: 22. Juli 2017) absolvierte er für die Mexikaner acht Ligaspiele (kein Tor) und eine Partie (kein Tor) der Copa México.

### Erfolge
- Uruguayischer Meister: 2007/08